# Paolo Hurtado
Cristopher Paolo César Hurtado Huertas (født 27. juli 1990 i Callao, Peru), er en peruviansk fodboldspiller (wing/angriber). Han spiller for Vitória Guimarães i Portugal.
Hurtado har tidligere spillet for blandet andet Alianza Lima i hjemlandet, uruguayanske Peñarol samt Reading i England.

## Landshold
Hurtado debuterede for Perus landshold 2. september 2011 i en venskabskamp mod Bolivia. I 2013 scorede han sit første mål for holdet i et opgør mod Trinidad og Tobago. Han var en del af den peruvianske trup til Copa América i 2015 og til VM 2018 i Rusland.